# Axel Geller
Axel Geller (sinh ngày 1 tháng 4 năm 1999), là một tay vợt quần vợt người Argentina.
Geller có một thứ hạng cao nhất ở ATP là số 1455 vào ngày 19 tháng 6 năm 2017.
Geller vô địch Giải quần vợt Wimbledon 2017 - Đôi nam trẻ với Hsu Yu-hsiou.

## Danh hiệu Grand Slam trẻ

### Đơn: 2 (2 trận chung kết)
| Kết quả   | Năm  | Giải đấu   | Mặt sân | Đối thủ                     | Tỉ số        |
| --------- | ---- | ---------- | ------- | --------------------------- | ------------ |
| Chung kết | 2017 | Wimbledon  | Cỏ      | Alejandro Davidovich Fokina | 6-7 (2), 3-6 |
| Chung kết | 2017 | Mỹ mở rộng | Cứng    | Wu Yibing                   | 4-6, 4-6     |

### Đôi: 1 (1 danh hiệu)
| Kết quả | Năm  | Giải đấu  | Mặt sân | Đồng đội     | Đối thủ                         | Tỉ số    |
| ------- | ---- | --------- | ------- | ------------ | ------------------------------- | -------- |
| Vô địch | 2017 | Wimbledon | Cỏ      | Hsu Yu-hsiou | Jurij Rodionov Michael Vrbenský | 6-4, 6-4 |